# Grand Camée de France
Le Grand Camée de France est un camée aux dimensions exceptionnelles en sardoine à cinq couches. Il mesure 31 cm de hauteur et 26,5 cm de largeur. C’est le plus grand camée antique connu.
Il est conservé au Cabinet des médailles de la Bibliothèque nationale de France, devenu aujourd'hui le Musée de la BnF.

## Histoire
La provenance exacte de ce camée est inconnue. L'hypothèse la plus courante est qu'il a été commandé en l'an 20 par Tibère à Dioscoride d'Aigai, le célèbre graveur de pierres précieuses établi à Rome, pour orner l'urne d'or contenant les cendres de Germanicus, le neveu de Tibère et le petit-fils d'Auguste mort près d'Antioche le 10 octobre 19. Mais il est probable qu’à l’époque romaine il suivit ensuite le déplacement du centre du pouvoir de Rome à Byzance. Il a pu être acquis par saint Louis auprès de Baudouin II, empereur de Constantinople. Il est ensuite cité dans les premiers inventaires du trésor de France avant 1279. Il est mis en gage par Philippe VI en 1343 ; il est récupéré par le dauphin, futur Charles V, avant 1363. Puis il est restitué à la Sainte-Chapelle en 1379. Il fut réclamé par Louis XVI en 1791, qui le remit au Cabinet des Médailles. Il est volé en 1804, puis restitué en 1805 au Cabinet des Médailles.

## Description
Ce camée est une composition complexe de vingt-quatre figures réparties en trois registres. Il aurait été commandé par Antonia, la mère de Germanicus. Aujourd’hui encore, la datation et l’identification des personnages ne sont pas certaines (surtout pour les femmes). Seule la signification générale et la visée politique sont à peu près sûres. La scène représenterait l’apothéose d’Auguste. Son but est d’affirmer la continuité et la légitimité dynastique des Julio-Claudiens et l’unité de la famille impériale, en en magnifiant l'origine. Auguste apparaît ici sous les traits d'Alexandre le Grand, parce que c'est de ce dernier qu'Auguste tire son idée de réunir, sous l'autorité d'un seul homme, tous les peuples de la terre.
Son état de conservation est bon, mais il y a trois grandes fêlures (faites avant 1480) et deux têtes de prisonniers manquent.

### Registre supérieur
Ce registre évoque l’Olympe. C’est la place des morts héroïsés. Au centre, avec la couronne radiée sur la tête, on reconnaît sans doute Auguste, le fondateur ou, plus exactement « le divin Jules », puisque l'on est dans le monde divin. Il est entouré, à gauche, par Drusus II, au profil caractéristique, et à droite par Germanicus chevauchant Pégase. Le souverain du Temps et de l'Univers, Aiôn, porte l'Univers symbolisé par le globe.

### Registre médian
C’est le monde des vivants.
Au milieu de la composition, un personnage à demi nu et recouvert de l’égide de Jupiter tient un long sceptre et un lituus : C’est Tibère. Il est accompagné de Livie, sa mère et la veuve d’Auguste. Il est entouré de ses descendants et de ses héritiers possibles.
À gauche, debout devant eux, se tient Nero Drusus, le fils ainé de Germanicus, que Tibère désigna comme son héritier, et Antonia sa grand-mère.  À droite, c’est Drusus III, le cadet de Germanicus, qui élève un trophée vers son père. À l’extrême gauche, on voit Agrippine l'Aînée, la femme de Germanicus, avec Caligula, son plus jeune fils, qui foule un tas d’armes avec ses petites caligae (chaussures de soldat).

### Registre inférieur
C’est le monde des vaincus, soumis à Rome. On voit des captifs barbares. Des Parthes avec des bonnets phrygiens et des Germains aux longs cheveux. Ils paraissent écrasés par la domination romaine. Cette mise en scène témoigne de la puissance de la dynastie.

## Œuvres apparentées

Autres camées d'Auguste
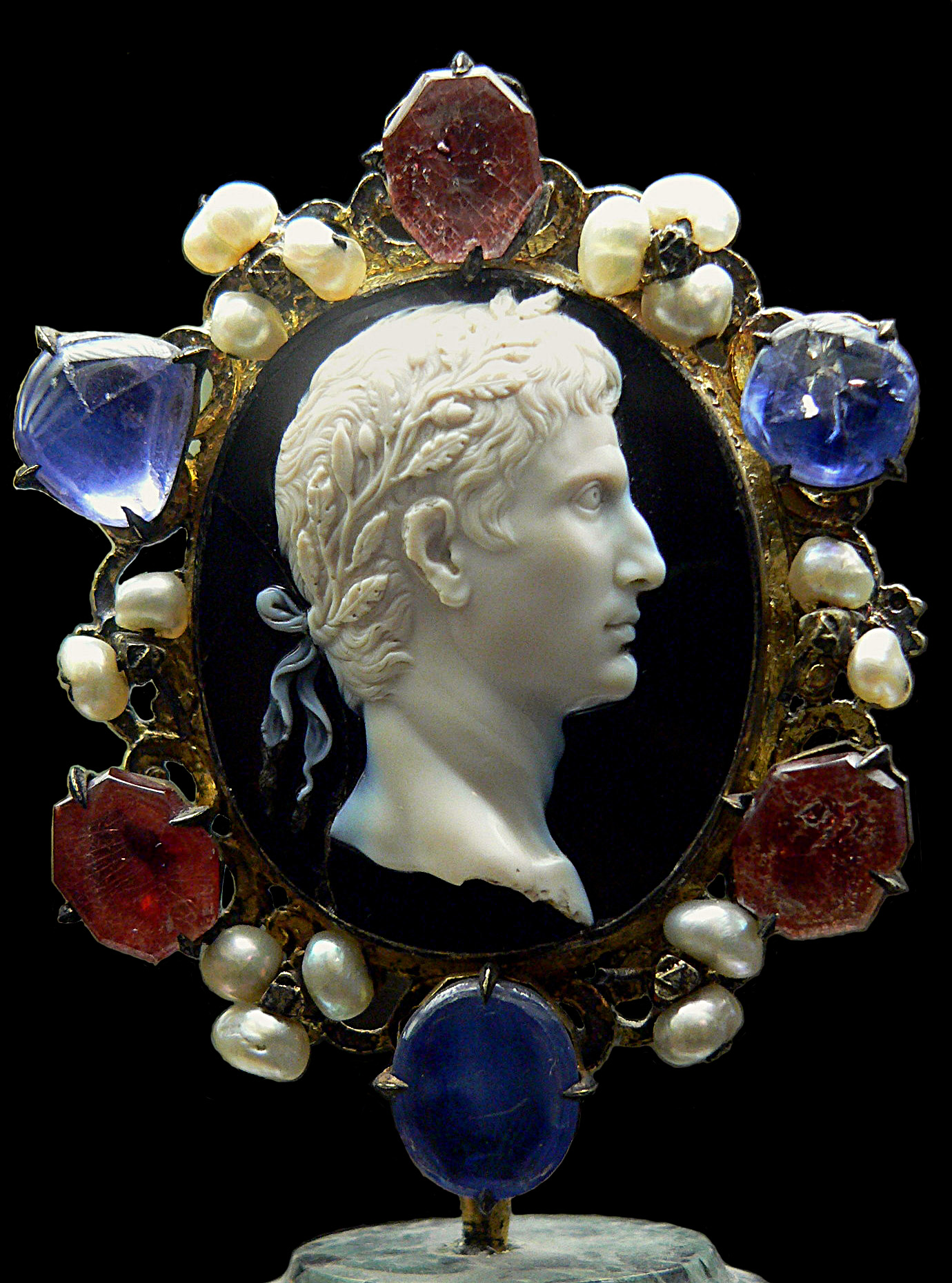
Camée d'Auguste, l'un de ceux attribués par certains à Dioscoride, avec un cadre médiéval. Trésor de l'abbaye de Saint-Denis.
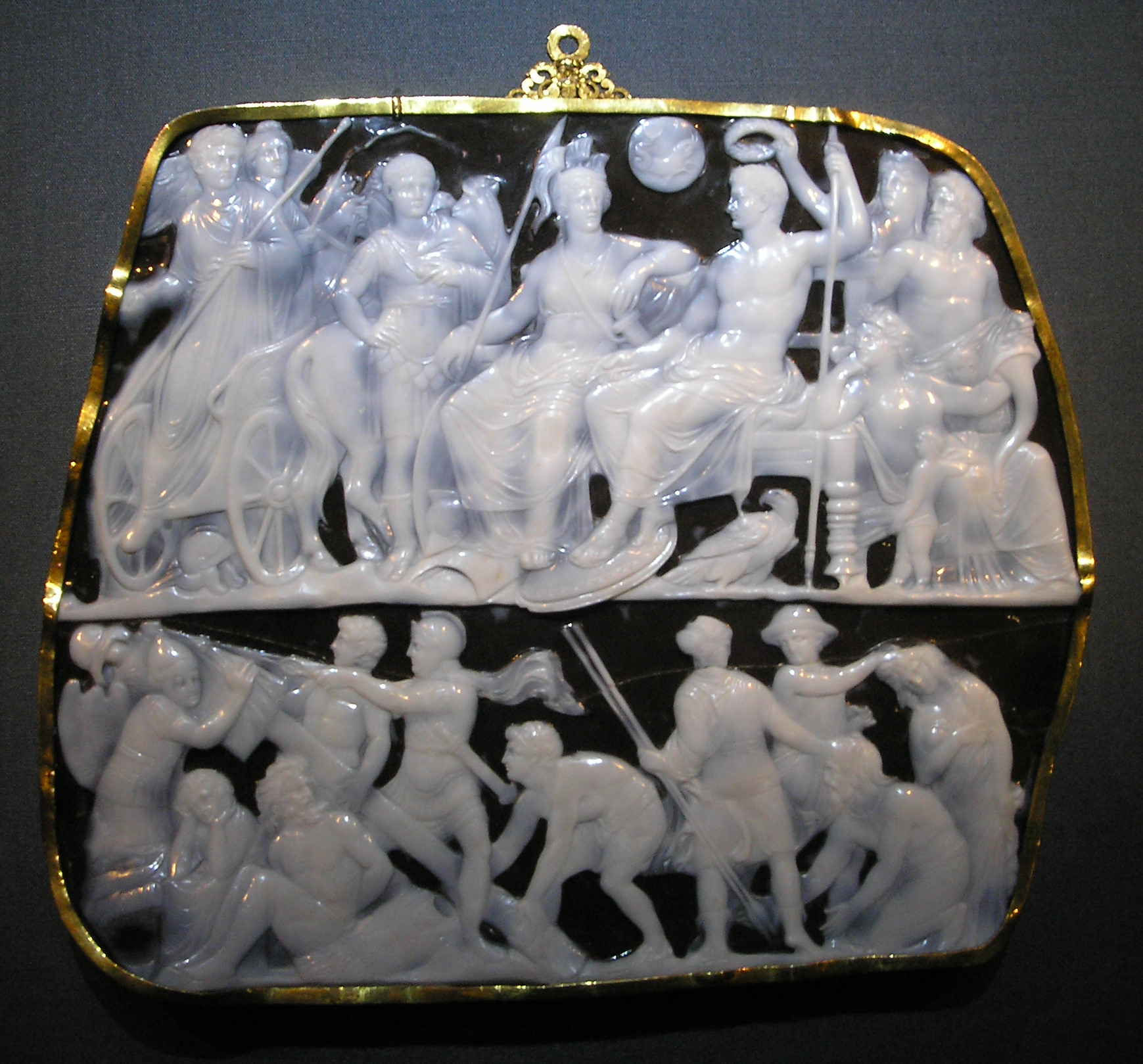
Le camée dit Gemma Augustea, en onyx à deux couches, 19 × 23 cm. Kunsthistorisches Museum, Vienne.
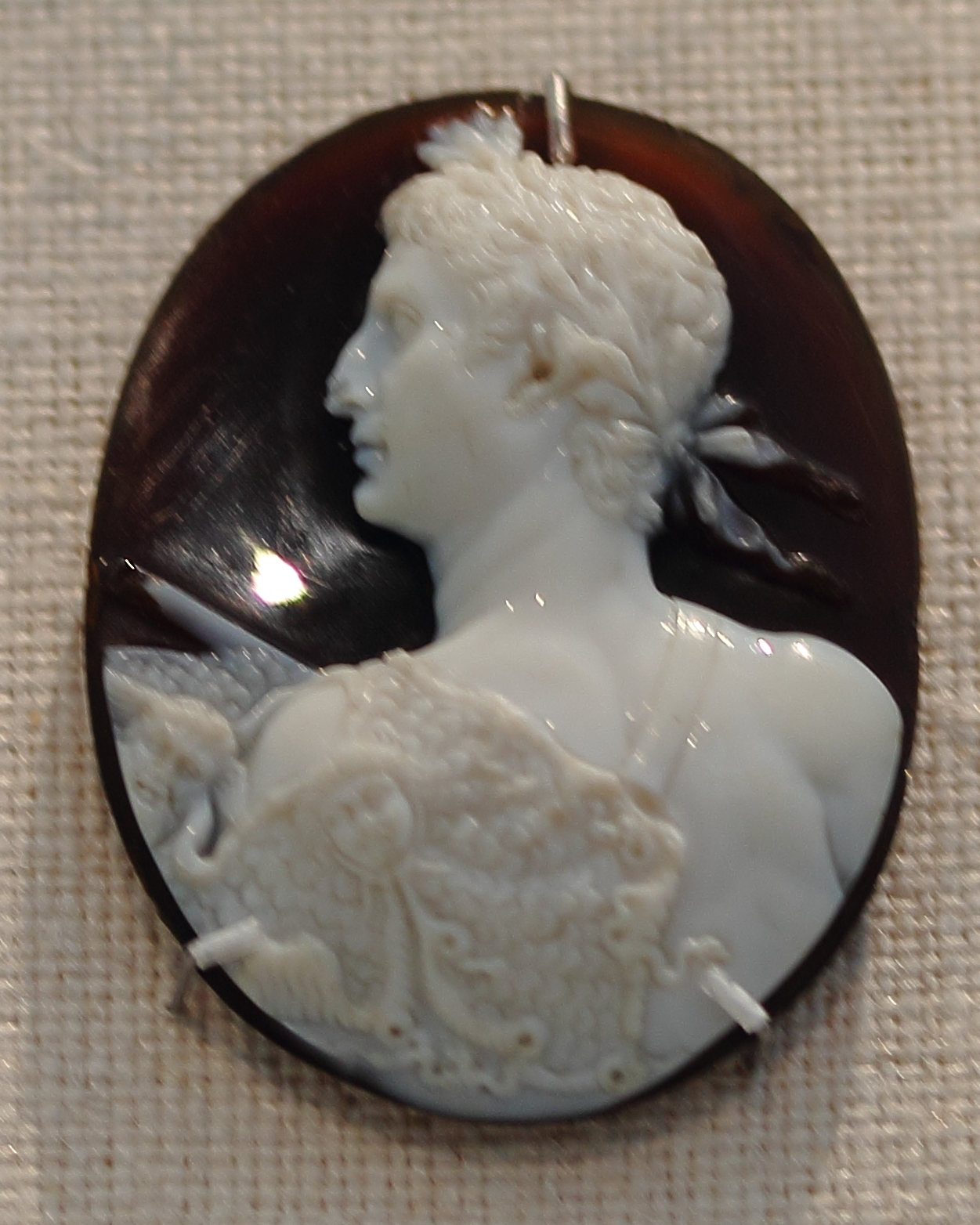
Un autre camée d'Auguste portant l'égide. Metropolitan Museum of Art.
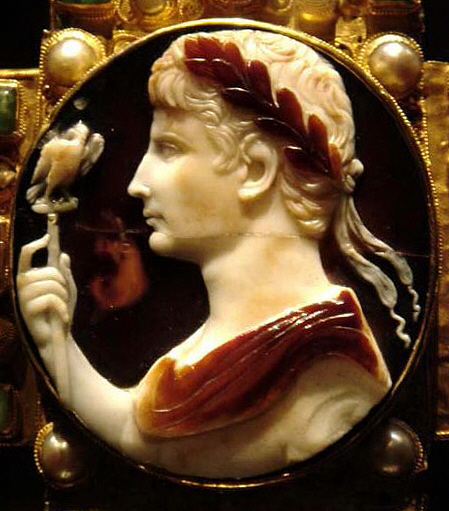
Le camée d'Auguste, au centre de la Croix de Lothaire, trésor de la cathédrale d'Aix-la-Chapelle.
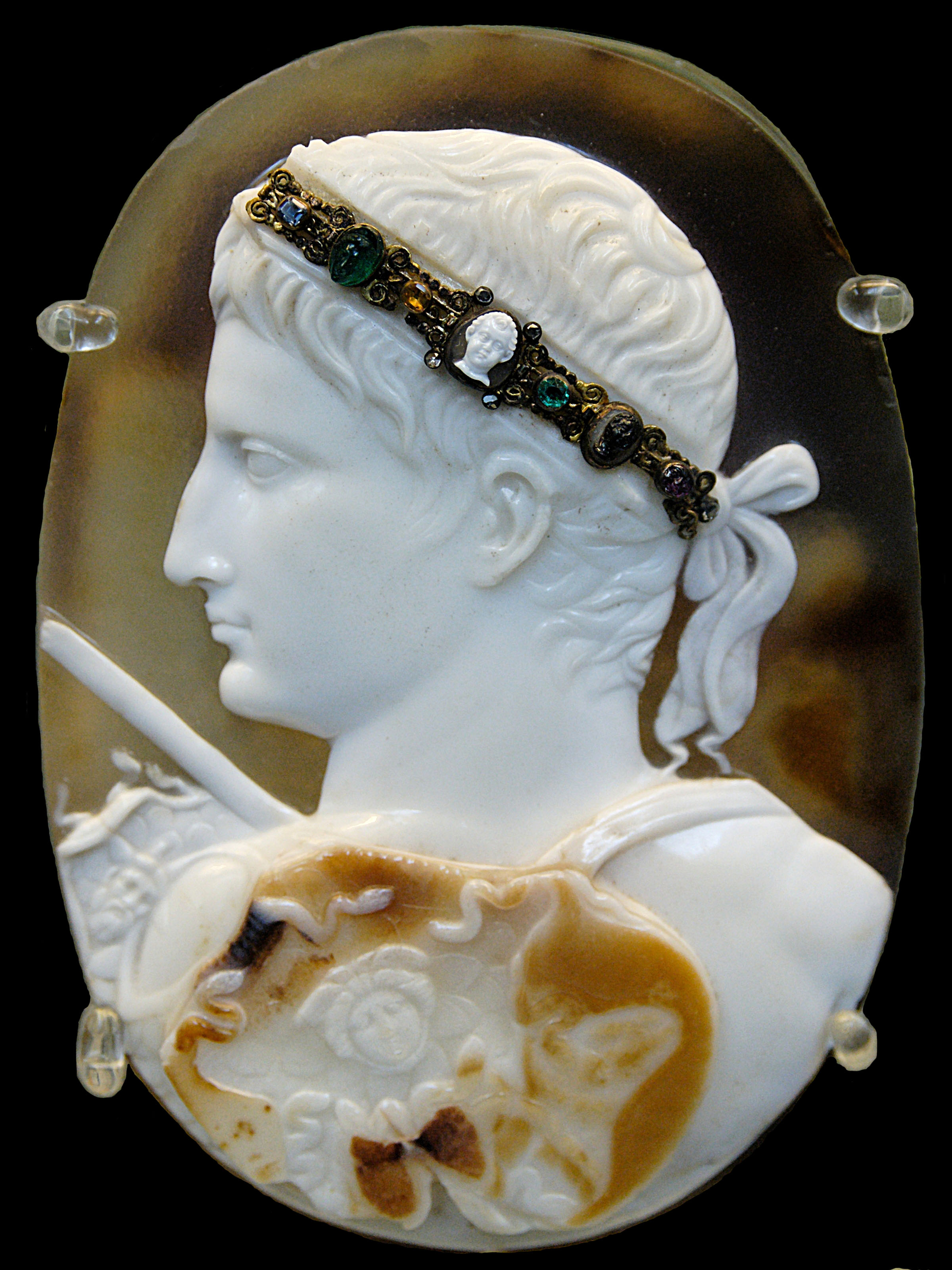
Camée Blacas, British Museum.